# Rewind (песня Rascal Flatts)
«Rewind» — песня американской кантри-группы Rascal Flatts, вышедшая в качестве первого сингла с их 9-го студийного альбома Rewind. Релиз прошёл 21 января 2014 года.

## История
Песня — это баллада среднего темпа с преобладанием электрогитары. В ней рассказчик хочет, чтобы он мог «перемотать» и испытать свою первую встречу со своей подругой во второй раз.
Песня получила положительные отзывы музыкальной критики, например от Taste of Country, Got Country Online, Roughstock.
Песня «Rewind» дебютировала на 28-й позиции в чарте Billboard Country Airplay 25 января 2014 года. Тираж в первую неделю составил 38,000 загрузок.
К июню 2014 года тираж сингла составил 626,000 копий в США.

## Музыкальное видео
Режиссёром видеоклипа стал Mason Dixon, а премьера прошла в феврале 2014 года. Видео получило номинацию на премию CMT Award в главной категории «Video of the Year».

## Позиции в чартах

### Еженедельные чарты
| Чарт (2014)                             | Наивысшая позиция |
| --------------------------------------- | ----------------- |
| Канада (Billboard Canadian Hot 100)     | 41                |
| Канада (Billboard Country)              | 6                 |
| США (Billboard Hot 100)                 | 38                |
| США (Billboard Country Airplay)         | 3                 |
| США (Billboard Hot Country Songs)       | 4                 |
| США Top Country Albums (Billboard) (EP) | 40                |

### Годовые итоговые чарты
| Чарт (2014)                       | Позиция |
| --------------------------------- | ------- |
| США Country Airplay (Billboard)   | 19      |
| США Hot Country Songs (Billboard) | 22      |

## Сертификация
| Регион | Сертификация | Продажи   |
| --- | ------------ | --------- |
| США (RIAA) | Платиновый   | 1 000 000 |
| * Данные о продажах приведены только на основе сертификации. ^ Данные о тиражах приведены только на основе сертификации. |              |           |